# Irish Republican Army (1922-1969)
Pour les articles homonymes, voir IRA, Armée républicaine irlandaise et Óglaigh na hÉireann.
L'Irish Republican Army  (irlandais : Óglaigh na hÉireann, français : Armée républicaine irlandaise, Irregulars, Les irréguliers, IRA) est une organisation républicaine irlandaise armée active entre 1922 et 1969.
Refusant le Traité anglo-irlandais qui divise en deux l'Irlande entre l'État libre d'Irlande et l'Irlande du Nord, la moitié de la première IRA continue la lutte sous le même nom après une Convention générale de l'armée (« General Army Convention ») le 26 mars 1922, déclenchant ainsi la guerre civile irlandaise. De décembre 1956 à février 1962, elle mène la Campagne des frontières contre l'Irlande du Nord. En 1969, l'organisation se divise à la suite de la Bataille du Bogside en IRA provisoire et IRA officielle.